# Лижне двоборство на зимових Олімпійських іграх 1928
Змагання з лижного двоборства на зимових Олімпійських іграх 1928 відбулися 17–18 лютого. Розіграно один комплект нагород. У рамках змагань стрибки з трампліна відбулися на Олімпійському лижному трампліні в Санкт-Моріці, а лижні перегони - на пагорбах навколо Санкт-Моріца (Швейцарія). Обидві частини змагань були водночас і медальними дисциплінами.

## Медалісти
| Індивідуальні змагання | Йоган Греттумсбротен · Норвегія | Ганс Віньяренґен · Норвегія | Йон Снерсруд · Норвегія |

## Країни-учасниці
У змаганнях з лижного двоборства на Олімпійських іграх у Санкт-Моріці взяли участь 35 спортсменів з 14-ти країн:
- Австрія (1)
- Канада (2)
- Чехословаччина (4)
- Фінляндія (2)
- Франція (3)
- Німеччина (5)
- Угорщина (1)
- Італія (1)
- Японія (1)
- Норвегія (4)
- Польща (3)
- Швеція (1)
- Швейцарія (4)
- США (3)